# Ichneumon exoticus
Ichneumon exoticus är en stekelart som beskrevs av Franz Paula von Schrank 1781. Ichneumon exoticus ingår i släktet Ichneumon och familjen brokparasitsteklar. Inga underarter finns listade i Catalogue of Life.